# Wurzelnder Bitter-Röhrling
Der Wurzelnde Bitter-Röhrling oder Bitterschwamm (Caloboletus radicans, Synonyme: Boletus radicans, Boletus albidus) ist eine Pilzart aus der Familie der Dickröhrlingsverwandten (Boletaceae).

## Merkmale

### Makroskopische Merkmale

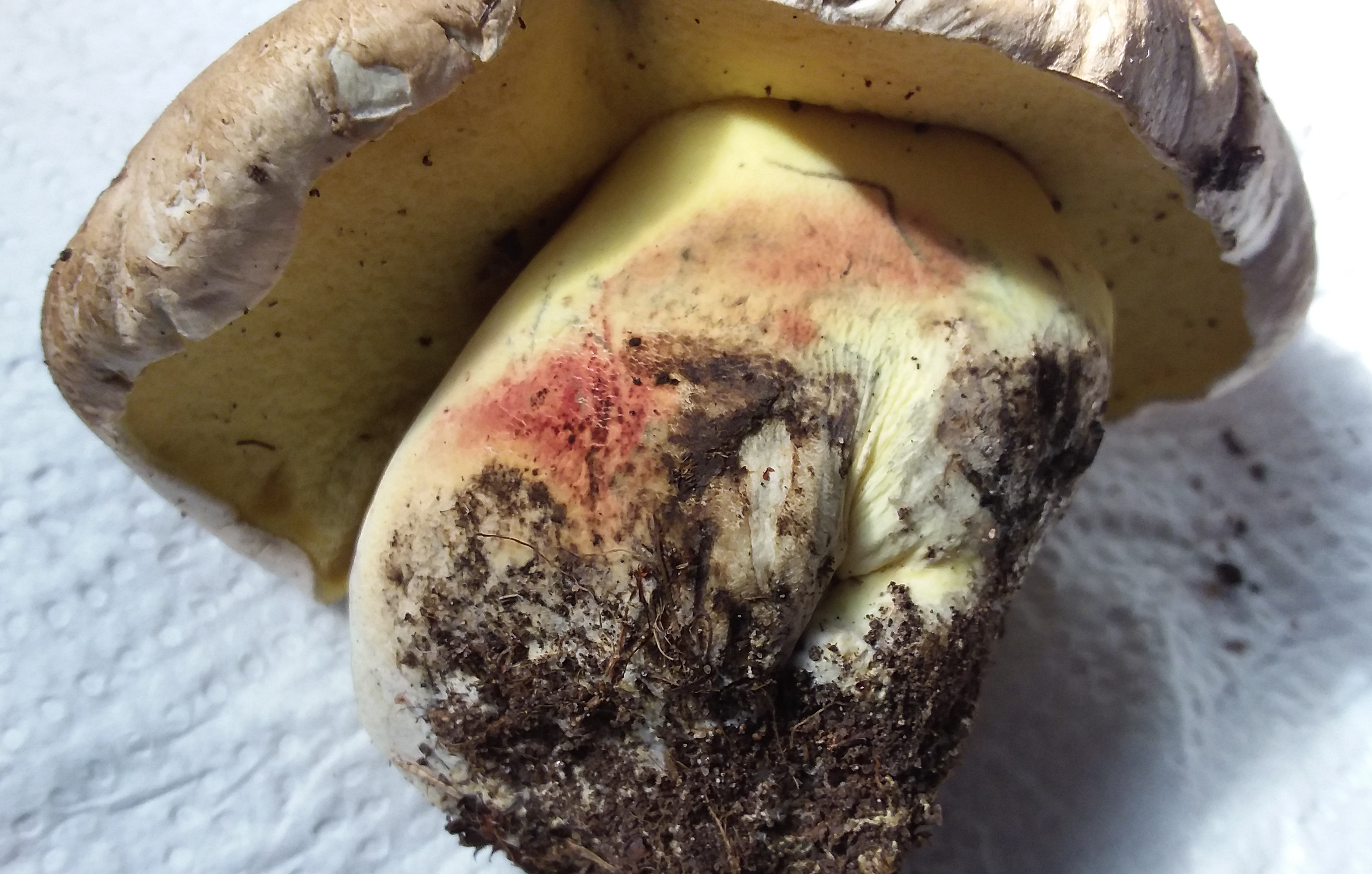
Bitter-Röhrling mit purpurrot verfärbendem Stiel

Der Hut hat einen Durchmesser von 6–20, vereinzelt bis zu 30 cm. Alte Exemplare haben eine schmutzig gelbbräunliche, junge Fruchtkörper dagegen eine blass grau-weiße Farbe. Zunächst halbkugelig wölbt sich der Hut mit zunehmendem Alter auf und verflacht schließlich. Die Haut ist nicht abziehbar und steht am Rand über. Jung hat er eine fein filzige Oberfläche, die später verkahlt. Druckstellen verfärben sich grünblau, später blassen sie bräunlich aus. Auch die Röhren verfärben bereits bei geringfügiger Berührung sofort schmutzigblau. Unberührt erscheinen die Röhrenmündungen zitronengelb bis goldgelb, im Alter auch oliv. Die Röhrenschicht ist 1–4 mm stark. Das Sporenpulver hat eine olivbraune Farbe. Der massive Stiel zeigt erst eine kugelige Form und streckt sich dann zu einer bauchigen, weiter keulen- bis kreiselförmigen Gestalt. Er wird 5–12 cm hoch und bis zu 7 cm dick. Jung hat er eine hellgelbe, später in ein bräunlich-gelb übergehende Farbe. Auf Druck meist blauend, seltener auch purpur-rötlich verfärbend. In der Literatur wurde diese Form früher auch als Boletus albidus ssp. eupachypus Konr. beschrieben. Die Stielrinde ist mit einem sehr undeutlichen, gelblich-bräunlichen Netz überzogen. Das Fleisch ist fest und später weich, weiß bis hellgelb und blaut an der Luft sofort. Es riecht säuerlich und schmeckt unterschiedlich stark bitter.

### Mikroskopische Merkmale
Die Sporen messen 10–16 × 4–6 Mikrometer.

## Artabgrenzung
Der Wurzelnde Bitter-Röhrling ähnelt dem Schönfuß-Röhrling (Caloboletus calopus), der aber einen deutlich rot gefärbten, genetzten Stiel besitzt sowie auf sauren Böden und auch in Nadelwäldern wächst. Sein Fleisch schmeckt ebenfalls bitter, blaut aber nur schwach. Weiter besteht Ähnlichkeit zum seltenen Silber-Röhrling (Butyriboletus fechtneri) und zu gelbporigen Formen des Satans-Röhrlings (Rubroboletus satanas f. crataegi).

## Ökologie
Der Wurzelnde Bitter-Röhrling kommt in Laubwäldern in Europa vor und benötigt kalkreiche Böden. Er ist ein Mykorrhizapilz, der besonders in Gesellschaft mit Eichen, aber auch bei Buchen, Birken, Linden und Hainbuchen zu finden ist. Er erscheint von Juli bis September oft als großer Einzelfruchtkörper, teils auch recht zahlreich. Der Bestand dieser als wärmeliebend bezeichneten Art scheint infolge der Klimaerwärmung in Mitteleuropa zuzunehmen.

## Systematik
1801 wurde der Wurzelnde Bitter-Röhrling von dem in Südafrika geborenen Mykologen Christian Hendrik Persoon erstbeschrieben.

## Bedeutung

### Namensherkunft
Das lateinische Epitheton radicans des zweiteiligen, wissenschaftlichen Namens bedeutet so viel wie „wurzelnd“ (radix „Wurzel“). Später kam der synonyme Name Boletus albidus hinzu.

### Speisewert
Der Pilz wird wegen des säuerlichen Geruchs und bitteren Geschmacks nicht zum Verzehr empfohlen, wenngleich keine Giftwirkung dagegen spricht.